# I giochi dell'amore
I giochi dell'amore (Les jeux de l'amour) è un film del 1960 diretto da Philippe de Broca.
Partecipò al 10º Festival internazionale del cinema di Berlino, dove fu premiato con l'Orso d'argento, gran premio della giuria.

## Trama
Suzanne tenta di convincere Victor a sposarla. Ma Victor è scherzoso e disinvolto, gli piace la sua vita così com'è, convivendo con Suzanne da due anni. François, un loro amico e vicino di casa, si interessa alle speranze di Suzanne e tenta di redarguire Victor per il suo comportamento, ma senza risultato. Allora François confessa il suo amore a Suzanne, che prende atto della dichiarazione senza però cedere alle sue avances. Alla fine Victor promette a Suzanne di sposarla.